# エジウソン・ダ・シルバ・フェレイラ
エジウソン (Edílson) こと、エジウソン・ダ・シルバ・フェレイラ（Edílson da Silva Ferreira、1970年9月17日 - ）は、ブラジル・バイーア州サルヴァドール出身の元サッカー選手。ポジションはフォワード。日本での愛称は褐色の弾丸。

## 経歴
167センチと小柄ながら抜群のスピードと類い稀なるゴールへの嗅覚で得点を挙げるストライカー。
1993年に移籍したパルメイラスにて1993年と1994年のブラジル全国選手権連覇に貢献。1994-95シーズンにはポルトガルのベンフィカで1シーズンプレー。1996年2月、パルメイラスから日本の柏レイソルに移籍、1996年3月20日の名古屋グランパスエイト戦でJリーグ初ゴール1997年9月まで在籍。3月23日、ヴェルディ川崎戦のゴールはJリーグ30周年ベストゴールのテクニカル部門にもノミネートされた。1996年のJリーグでは得点ランキング2位の21ゴールをあげ、翌年もシーズン途中に退団した影響で25試合の出場ながら、23ゴールを記録。1996年5月4日の第12節ガンバ戦（万博記念競技場）で1試合5得点のJリーグ・リーグ戦タイ記録打ち立てている(7-1で勝利)、他に野口幸司、中山雅史、呂比須ワグナーが1回ずつ達成している。)同年5月18日のジュビロ磐田戦でもハットトリックを決めている。1997年、2ndステージの第2節の清水エスパルス戦では、延長戦の試合中に倒れ、試合を止めるように主審にアピール。ゲームが止まるかと思われた中、目の前にボールが転がってくると、急に立ち上がりエスパルスゴールへ向かって突進し、Vゴールを決めた。このVゴールでの勝利により、清水エスパルスサポータが試合後にレイソルのチームバスを囲む騒動となった、このトラブルがレイソル退団の引き金となり、コリンチャンスへ移籍した。
1997年から2000年まで所属したコリンチャンスでは、1998年と1999年ブラジル全国選手権連覇、2000年の世界クラブ選手権優勝の原動力として活躍、自身も1998年のボーラ・ジ・オーロと2000年の世界クラブ選手権MVPに輝いている。フラメンゴ、クルゼイロを経て、2002年W杯南米予選では30代ながらも衰えを感じさせないプレーをしブラジルをワールドカップ出場と優勝に貢献した。
ワールドカップ終了後に柏レイソルに復帰したが、かつての程の活躍は見せられず、16試合7ゴールに終わった。2003年シーズンは、開幕後もチームに合流しなかった為、解雇された。2006年前半にはヴァスコ・ダ・ガマにてロマーリオとの2トップを組んだ。

## 代表経歴
ブラジル代表に初選出されたのは1993年。一時期代表から外れていたものの、2001年に就任したフェリペ監督のもとで再招集され、2002年W杯南米予選終盤で活躍。本大会でも4試合に出場して優勝に貢献した。

## 所属クラブ
- 1990年  インドゥストリアルEC（ポルトガル語版）
- 1991年  タナビEC（ポルトガル語版）
- 1992年  グアラニFC
- 1993年 - 1994年  SEパルメイラス
- 1994年 - 1995年  SLベンフィカ
- 1995年  SEパルメイラス
- 1996年 - 1997年  柏レイソル
- 1997年 - 1999年  SCコリンチャンス・パウリスタ
- 2000年  CRフラメンゴ
- 2001年 - 2002年  クルゼイロEC
- 2002年7月 - 2003年2月  柏レイソル
- 2003年  CRフラメンゴ
- 2004年2月 - 12月  ECヴィトーリア
- 2005年  アル・アインFC
- 2005年7月 - 12月  ADサンカエターノ
- 2006年  CRヴァスコ・ダ・ガマ
- 2007年  ECヴィトーリア
- 2010年  ECバイーア
- 2016年   CAタボン・ダ・セーハ

## 個人成績
| 国内大会個人成績 | 国内大会個人成績   | 国内大会個人成績 | 国内大会個人成績 | 国内大会個人成績 | 国内大会個人成績 | 国内大会個人成績 | 国内大会個人成績 | 国内大会個人成績 | 国内大会個人成績 | 国内大会個人成績 | 国内大会個人成績 |
| 年度             | クラブ             | 背番号           | リーグ           | リーグ戦         | リーグ戦         | リーグ杯         | リーグ杯         | オープン杯       | オープン杯       | 期間通算         | 期間通算         |
| 年度             | クラブ             | 背番号           | リーグ           | 出場             | 得点             | 出場             | 得点             | 出場             | 得点             | 出場             | 得点             |
| ブラジル         | ブラジル           | ブラジル         | ブラジル         | リーグ戦         | リーグ戦         | ブラジル杯       | ブラジル杯       | オープン杯       | オープン杯       | 期間通算         | 期間通算         |
| ---------------- | ------------------ | ---------------- | ---------------- | ---------------- | ---------------- | ---------------- | ---------------- | ---------------- | ---------------- | ---------------- | ---------------- |
| 1990             | インドゥストリアル |                  |                  |                  |                  |                  |                  |                  |                  |                  |                  |
| 1991             | タナビ             |                  |                  |                  |                  |                  |                  |                  |                  |                  |                  |
| 1992             | グアラニ           |                  | セリエA          | 0                | 0                |                  |                  |                  |                  |                  |                  |
| 1993             | パルメイラス       |                  | セリエA          | 20               | 8                |                  |                  |                  |                  |                  |                  |
| 1994             | パルメイラス       |                  | セリエA          | 0                | 0                |                  |                  |                  |                  |                  |                  |
| ポルトガル       | ポルトガル         | ポルトガル       | ポルトガル       | リーグ戦         | リーグ戦         | リーグ杯         | リーグ杯         | ポルトガル杯     | ポルトガル杯     | 期間通算         | 期間通算         |
| 1994-95          | ベンフィカ         |                  |                  | 22               | 7                |                  |                  |                  |                  |                  |                  |
| ブラジル         | ブラジル           | ブラジル         | ブラジル         | リーグ戦         | リーグ戦         | ブラジル杯       | ブラジル杯       | オープン杯       | オープン杯       | 期間通算         | 期間通算         |
| 1995             | パルメイラス       |                  | セリエA          | 21               | 10               |                  |                  |                  |                  |                  |                  |
| 日本             | 日本               | 日本             | 日本             | リーグ戦         | リーグ戦         | リーグ杯         | リーグ杯         | 天皇杯           | 天皇杯           | 期間通算         | 期間通算         |
| 1996             | 柏                 | -                | J                | 29               | 21               | 14               | 6                |                  |                  |                  |                  |
| 1997             | 柏                 | 10               | J                | 25               | 23               | 6                | 8                | -                | -                | 31               | 31               |
| ブラジル         | ブラジル           | ブラジル         | ブラジル         | リーグ戦         | リーグ戦         | ブラジル杯       | ブラジル杯       | オープン杯       | オープン杯       | 期間通算         | 期間通算         |
| 1997             | コリンチャンス     |                  | セリエA          | 9                | 1                |                  |                  |                  |                  |                  |                  |
| 1998             | コリンチャンス     |                  | セリエA          | 28               | 15               |                  |                  |                  |                  |                  |                  |
| 1999             | コリンチャンス     |                  | セリエA          | 20               | 4                |                  |                  |                  |                  |                  |                  |
| 2000             | フラメンゴ         |                  | セリエA          | 16               | 2                |                  |                  |                  |                  |                  |                  |
| 2001             | クルゼイロ         |                  | セリエA          | 17               | 3                |                  |                  |                  |                  |                  |                  |
| 2002             | クルゼイロ         |                  | セリエA          | 0                | 0                |                  |                  |                  |                  |                  |                  |
| 日本             | 日本               | 日本             | 日本             | リーグ戦         | リーグ戦         | リーグ杯         | リーグ杯         | 天皇杯           | 天皇杯           | 期間通算         | 期間通算         |
| 2002             | 柏                 | 34               | J1               | 16               | 7                | 1                | 0                |                  |                  |                  |                  |
| 2003             | 柏                 | 8                | J1               | 0                | 0                | -                | -                | -                | -                | 0                | 0                |
| ブラジル         | ブラジル           | ブラジル         | ブラジル         | リーグ戦         | リーグ戦         | ブラジル杯       | ブラジル杯       | オープン杯       | オープン杯       | 期間通算         | 期間通算         |
| 2003             | フラメンゴ         |                  | セリエA          | 27               | 13               |                  |                  |                  |                  |                  |                  |
| 2004             | ヴィトーリア       |                  | セリエA          | 35               | 18               |                  |                  |                  |                  |                  |                  |
| UAE              | UAE                | UAE              | UAE              | リーグ戦         | リーグ戦         | リーグ杯         | リーグ杯         | オープン杯       | オープン杯       | 期間通算         | 期間通算         |
| 2004-05          | アル・アイン       |                  | UAEリーグ        | 20               | 22               |                  |                  |                  |                  |                  |                  |
| ブラジル         | ブラジル           | ブラジル         | ブラジル         | リーグ戦         | リーグ戦         | ブラジル杯       | ブラジル杯       | オープン杯       | オープン杯       | 期間通算         | 期間通算         |
| 2005             | サンカエターノ     |                  | セリエA          | 27               | 7                |                  |                  |                  |                  |                  |                  |
| 2006             | ヴァスコ・ダ・ガマ |                  | セリエA          | 10               | 0                |                  |                  |                  |                  |                  |                  |
| 2007             | ヴィトーリア       |                  | セリエB          | 9                | 1                |                  |                  |                  |                  |                  |                  |
| 通算             | ブラジル           | ブラジル         |                  |                  |                  |                  |                  |                  |                  |                  |                  |
| 通算             | ポルトガル         | ポルトガル       |                  | 22               | 7                |                  |                  |                  |                  |                  |                  |
| 通算             | 日本               | 日本             | J1               | 70               | 51               | 21               | 14               |                  |                  |                  |                  |
| 通算             | UAE                | UAE              |                  | 20               | 22               |                  |                  |                  |                  |                  |                  |
| 総通算           |                    |                  |                  |                  |                  |                  |                  |                  |                  |                  |                  |

## 代表歴

### 出場大会
- ブラジル代表
  - 2002年 ‐ ワールドカップ日韓大会 4試合0得点 (優勝)

### 試合数
- 国際Aマッチ 22試合 6得点（1993年-2002年）[7]

| ブラジル代表 | 国際Aマッチ | 国際Aマッチ |
| 年           | 出場        | 得点        |
| ------------ | ----------- | ----------- |
| 1993         | 2           | 0           |
| 1994         | 0           | 0           |
| 1995         | 0           | 0           |
| 1996         | 0           | 0           |
| 1997         | 0           | 0           |
| 1998         | 0           | 0           |
| 1999         | 0           | 0           |
| 2000         | 2           | 0           |
| 2001         | 7           | 4           |
| 2002         | 11          | 2           |
| 通算         | 22          | 6           |

## 個人タイトル
- 1998年 ボーラ・ジ・オーロ (ブラジル全国選手権最優秀選手賞)
- 1999年 ボーラ・ジ・プラッタ (ブラジル全国選手権ベストイレブン)
- 2000年 世界クラブ選手権最優秀選手賞
- 2001年 リオ・デ・ジャネイロ州選手権 得点王